# Peristernia ustulata
Peristernia ustulata là một loài ốc biển, là động vật thân mềm chân bụng sống ở biển trong họ Fasciolariidae.

var. luchuana